# جانی متیس
جان رویس متیس (انگلیسی: John Royce Mathis؛ زادهٔ ۳۰ سپتامبر ۱۹۳۵) خوانندهٔ آمریکایی است. او فعالیت حرفه‌ای خود را با تک‌آهنگ‌هایی در سبک استاندارد آغاز کرد و در طول ۶۹ سال فعالیت، به یکی از پرفروش‌ترین هنرمندان قرن بیستم تبدیل شد. متیس بیشتر به‌عنوان خوانندهٔ آلبوم شناخته می‌شود و چندین آلبوم او موفق به دریافت گواهی طلا یا پلاتین شده‌اند و ۷۳ اثرش در جدول‌های بیلبورد جای گرفته‌اند. متیس تاکنون جایزهٔ یک عمر دستاورد گرمی را دریافت کرده و سه قطعه از آثارش به تالار مشاهیر گرمی وارد شده‌اند. گرچه او اغلب به‌عنوان خواننده‌ای رمانتیک شناخته می‌شود، اما آثارش دامنه‌ای گسترده از سبک‌ها را در بر می‌گیرد؛ از پاپ سنتی، آمریکای لاتین، سول، ریتم اند بلوز، ترانه‌های موزیکال، تین پن الی، سافت راک، بلوز و موسیقی کانتری گرفته تا چند قطعه دیسکو در آلبوم متیس مجیک (۱۹۷۹). او همچنین هفت آلبوم در سبک موسیقی کریسمس منتشر کرده است. متیس در مصاحبه‌ای در سال ۱۹۶۸، از لنا هورن، نت کینگ کول و بینگ کرازبی به‌عنوان هنرمندان تأثیرگذار بر خود یاد کرد.

## برای مطالعهٔ بیشتر
- Jasper, Tony (1984). Johnny: The authorised biography of Johnny Mathis. W. H. Allen UK. ISBN 0-86379-011-9.